# Поляков, Алексей Гаврилович
Алексе́й Гаври́лович Поляко́в (1873—?) — станичный атаман, депутат Государственной думы Российской империи II созыва от Астраханской губернии.

## Биография
Выпускник Самарской учительской семинарии. С 1880 по 1886 года служил станичным учителем. С 1886 являлся атаманом станицы Ветлянинской Астраханской губернии. В 1889—1890 годах служил делопроизводителем правления 1-го отдела Астраханского казачьего войска. С 1890 года стал помощниклм атамана 1-го отдела Астраханского казачьего войска. Имел чин надворного советника. Годовой заработок 1100 рублей в год.
6 февраля 1907 года избран в Государственную думу Российской империи II созыва от съезда уполномоченных от казачьих станиц. Был близок к фракции «Союза 17 октября». Один из организаторов думской Казачьей группы, но в мае 1907 года вышел из неё. Состоял в думской комиссии по запросам и аграрной комиссии. Сказал речь по аграрному вопросу, защищая сословные права казаков на свои земли, на общем заседании 2-й Государственной Думы, участвовал в прениях по вопросу о преобразовании местного суда.
Дальнейшая судьба и дата смерти неизвестны.

### Архивы
- Российский государственный исторический архив. Фонд 1278. Опись 1 (2-й созыв). Дело 343; Дело 590. Лист 8.